# 王府大门

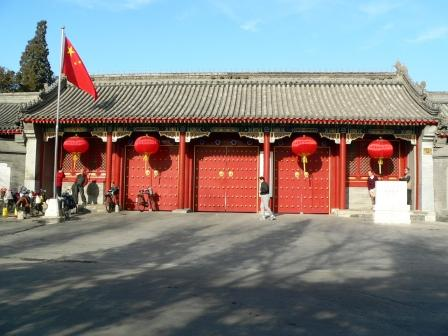
醇亲王府大门，为五间三启门

王府大门是中国古代建筑的一种屋宇式宅门，等级高于广亮大门、金柱大门等，用于王府。
王府大门位于住宅院的中轴线上，而不是像普通四合院那样开在东南角，通常有三间一启门和五间三启门两个等级，门上有门钉。
清朝顺治九年（1652年）规定，亲王府大门为五间三启门，用绿色琉璃瓦，63颗金门钉，世子府大门有45颗门钉，贝勒府大门规制次之。